# كاميرون رايت (لاعب اتحاد الرغبي)
كاميرون رايت (بالإنجليزية: Cameron Wright)‏ هو لاعب اتحاد الرغبي جنوب أفريقي، ولد في 20 أبريل 1994 في جنوب أفريقيا.

## وصلات خارجية
- كاميرون رايت عل موقع إسبنسكروم (الإنجليزية)
- كاميرون رايت على موقع ItsRugby.co.uk (الإنجليزية)